# Kool Moe Dee
Mohandas Dewese, mer känd som Kool Moe Dee, född 8 augusti 1962 i New York, är en amerikansk rappare. Han var en av de första rapparna som vann en Grammy Award.

## Skådespelarkarriär
Kool Moe Dee har spelat in 17 filmer och tv-shower i en roll och 21 där han spelar sig själv.

## Diskografi
- Kool Moe Dee — 1986
- How Ya Like Me Now — 1987
- Knowledge Is King — 1989[3]
- The Greatest Hits — 1990[4]
- Funke, Funke Wisdom — 1991
- Interlude — 1994